# Orde van Industriële Verdienste (Cambodja)
Het Koninkrijk Cambodja kent een groot aantal ridderorden en onderscheidingen. Een daarvan was de Orde van Industriële Verdienste. Na het herstel van de Cambodjaanse monarchie in 1994 werd het systeem van ridderorden aangepast en uitgebreid. De Orde van Industriële Verdienste werd door koning Norodom Sihanouk, die de Orde op 15 januari 1966 in drie klassen had ingesteld, niet aangehouden.